# 山西尊裕
山西 尊裕（やまにし たかひろ、1976年4月2日 - ）は、静岡県静岡市出身の元サッカー選手でサッカー指導者。現役時代のポジションはDF。

## 来歴
1995年にジュビロ磐田に入団。名波浩や福西崇史、清水範久らと同期である。U-19代表の経験があったが、なかなか出番がなかった。しかし3年目の1997年、シーズン前のキャンプでフェリペ監督にその粘り強い守備が認められ、開幕からレギュラーポジションをつかむとそのままトップチームに定着した。とはいえその後も服部年宏とのレギュラー争いではなかなか優位に立てず、左利きなのに右サイドバックで起用されたこともあった。
磐田が3バックになってからは、攻撃力を磨いて左ウィングとして活路を見いだそうとしたが首脳陣の信頼を得るプレーはできず、守備を生かしたストッパーとしてならチャンスがあるだろうと研鑽。ここでスピード面に難のある大岩剛に代わってレギュラーをつかむことに成功し、2002年のリーグ完全制覇や2004年元日の天皇杯制覇などには、ハイボールへの対応には難があるものの、持ち前の粘り強い守備と精度の高いロングボールを生かした攻撃の基点として活躍した。
2004年シーズンオフ、磐田が茶野隆行や金珍圭を補強したこと、また清水エスパルス監督に就任した長谷川健太から左サイドバックとして熱心な誘いがあったことを受けて清水へ移籍した。攻守に安定した左サイドバックとしてスタメンに定着し、移籍2年目にして早くもキャプテンに指名されるなど周囲の信頼も厚い。
2007年、新加入した同じ左サイドバックの児玉新にレギュラーポジションを奪われたため、出場機会が激減。
2008年も状況が変わらず、12月、自身のブログで清水エスパルスを退団することを示唆。2009年1月27日に現役引退が発表された。
2009年より、古巣のジュビロ磐田ユース（U-18）コーチに就任し、2011年からはジュニアユース（U-15）のコーチを務めた。2013年より澤登正朗を監督に迎えた常葉大学浜松キャンパスサッカー部のコーチに就任した。

## エピソード
- 清水への移籍が決まった直後、磐田の応援番組に別れの挨拶をするため登場したが、相手のアナウンサーが涙でコメントが詰まってしまい、送られる方の山西が慰めるという一幕もあった。[要出典]
- 小学校から高校までずっとキャプテン、清水エスパルスでもキャプテンを務めた。清水のキャプテンになった際にはドゥンガからは怒られ役だった俺がキャプテンとは」と冗談めかしていたが、そのドゥンガは山西の向上心の高さを褒めるコメントを何度も残している。[要出典]
- まじめな反面サービス精神も旺盛で、サッカー教室では「命リフティング」という技を披露しては会場の笑いを誘っていた。[要出典]
- 西澤明訓とは小学校時代から縁があり、高校時代はチームメイトだった。

## 所属クラブ
- 清水市立袖師中学校[1]
- 1992年 - 1994年 静岡県立清水東高等学校[1]
- 1995年 - 2004年 ジュビロ磐田
- 2005年 - 2008年 清水エスパルス

## 個人成績
| 国内大会個人成績 | 国内大会個人成績 | 国内大会個人成績 | 国内大会個人成績 | 国内大会個人成績 | 国内大会個人成績 | 国内大会個人成績 | 国内大会個人成績 | 国内大会個人成績 | 国内大会個人成績 | 国内大会個人成績 | 国内大会個人成績 |
| 年度             | クラブ           | 背番号           | リーグ           | リーグ戦         | リーグ戦         | リーグ杯         | リーグ杯         | オープン杯       | オープン杯       | 期間通算         | 期間通算         |
| 年度             | クラブ           | 背番号           | リーグ           | 出場             | 得点             | 出場             | 得点             | 出場             | 得点             | 出場             | 得点             |
| 日本             | 日本             | 日本             | 日本             | リーグ戦         | リーグ戦         | リーグ杯         | リーグ杯         | 天皇杯           | 天皇杯           | 期間通算         | 期間通算         |
| ---------------- | ---------------- | ---------------- | ---------------- | ---------------- | ---------------- | ---------------- | ---------------- | ---------------- | ---------------- | ---------------- | ---------------- |
| 1995             | 磐田             | -                | J                | 0                | 0                | -                | -                | 0                | 0                | 0                | 0                |
| 1996             | 磐田             | -                | J                | 0                | 0                | 0                | 0                | 0                | 0                | 0                | 0                |
| 1997             | 磐田             | 14               | J                | 26               | 1                | 12               | 0                | 4                | 0                | 42               | 1                |
| 1998             | 磐田             | 14               | J                | 13               | 0                | 6                | 0                | 3                | 0                | 22               | 0                |
| 1999             | 磐田             | 14               | J1               | 11               | 0                | 0                | 0                | 3                | 0                | 14               | 0                |
| 2000             | 磐田             | 14               | J1               | 18               | 0                | 3                | 0                | 3                | 1                | 24               | 1                |
| 2001             | 磐田             | 14               | J1               | 13               | 0                | 4                | 0                | 1                | 0                | 18               | 0                |
| 2002             | 磐田             | 14               | J1               | 24               | 1                | 7                | 0                | 3                | 0                | 34               | 1                |
| 2003             | 磐田             | 14               | J1               | 25               | 0                | 9                | 0                | 5                | 0                | 39               | 0                |
| 2004             | 磐田             | 14               | J1               | 18               | 0                | 5                | 0                | 2                | 0                | 25               | 0                |
| 2005             | 清水             | 3                | J1               | 34               | 0                | 7                | 0                | 5                | 0                | 46               | 0                |
| 2006             | 清水             | 3                | J1               | 32               | 0                | 5                | 0                | 3                | 0                | 40               | 0                |
| 2007             | 清水             | 3                | J1               | 1                | 0                | 2                | 0                | 0                | 0                | 3                | 0                |
| 2008             | 清水             | 3                | J1               | 7                | 0                | 6                | 0                | 1                | 0                | 14               | 0                |
| 通算             | 日本             | 日本             | J1               | 222              | 2                | 66               | 0                | 33               | 1                | 321              | 3                |
| 総通算           | 総通算           | 総通算           | 総通算           | 222              | 2                | 66               | 0                | 33               | 1                | 321              | 3                |

その他の公式戦
- 1997年
  - Jリーグチャンピオンシップ 2試合0得点
- 1999年
  - Jリーグチャンピオンシップ 2試合0得点
- 2000年
  - スーパーカップ 1試合0得点
- 2003年
  - スーパーカップ 1試合0得点

| 国際大会個人成績 | 国際大会個人成績 | 国際大会個人成績 | 国際大会個人成績 | 国際大会個人成績 |
| 年度             | クラブ           | 背番号           | 出場             | 得点             |
| AFC              | AFC              | AFC              | ACL              | ACL              |
| ---------------- | ---------------- | ---------------- | ---------------- | ---------------- |
| 2004             | 磐田             | 14               | 4                | 0                |
| 通算             | AFC              | AFC              | 4                | 0                |

その他の国際公式戦
- 2003年
  - A3チャンピオンズカップ 3試合0得点

- 1997年4月12日 - プロデビュー（Jリーグ） - サンフレッチェ広島戦 (ヤマハ)[1]
- 1997年8月9日 - プロ初ゴール（Jリーグ） - セレッソ大阪戦 (長居)[1]

## 代表歴
- U-20日本代表
  - 1995年FIFAワールドユース

## 指導歴
- 2009年 - 2012年　ジュビロ磐田
  - 2009年 - 2010年 U-18コーチ
  - 2011年 - 2012年 U-15コーチ
- 2013年 - 常葉大学浜松キャンパスサッカー部
  - 2013年 - 2021年 コーチ
  - 2022年 - 2023年 監督